# Mošanci
Mošanci falu Horvátországban, a Károlyváros megyében. Közigazgatásilag  Žakanjéhoz tartozik.

## Fekvése
Károlyvárostól 21 km-re északnyugatra, községközpontjától 7 km-re délnyugatra, a Kulpa bal partján, szlovén határ mellett fekszik.

## Története
1857-ben 138, 1910-ben 112 lakosa volt. A trianoni békeszerződésig Zágráb vármegye Károlyvárosi járásához tartozott. 2011-ben 35-en lakták.

## Lakosság
| Lakosság változása | Lakosság változása | Lakosság változása | Lakosság változása | Lakosság változása | Lakosság változása | Lakosság változása | Lakosság változása | Lakosság változása | Lakosság változása | Lakosság változása | Lakosság változása | Lakosság változása | Lakosság változása | Lakosság változása | Lakosság változása |
| ------------------ | ------------------ | ------------------ | ------------------ | ------------------ | ------------------ | ------------------ | ------------------ | ------------------ | ------------------ | ------------------ | ------------------ | ------------------ | ------------------ | ------------------ | ------------------ |
| 1857               | 1869               | 1880               | 1890               | 1900               | 1910               | 1921               | 1931               | 1948               | 1953               | 1961               | 1971               | 1981               | 1991               | 2001               | 2011               |
| 138                | 155                | 148                | 150                | 130                | 112                | 96                 | 115                | 120                | 115                | 97                 | 93                 | 57                 | 60                 | 48                 | 35                 |

## Nevezetességei
A Horvátok Királynője a Szentséges Szűzanya tiszteletére szentelt kápolnája.